# JDM

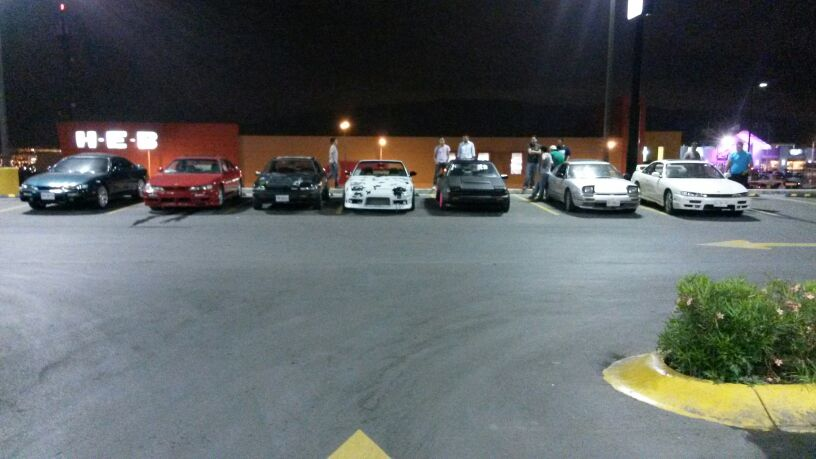
JDM Cars

Japanese Domestic Market (JDM) (з англ. — «Японський внутрішній ринок» або «Японський вітчизняний ринок») — термін, поширений відносно автомобілів (як і запчастин), що продаються на ринку Японії. Зазвичай моделі автомобілів, призначених для Японії, відрізняються від тих же моделей, призначених для інших ринків, або ж зовсім не мають зарубіжних аналогів.
Основними виробниками моделей автомобілів для JDM є японські ж компанії: Toyota, Nissan, Honda, Mitsubishi, Mazda, Suzuki, Subaru, Isuzu, Daihatsu, Mitsuoka. Імпорт в JDM представлений незначно, в основному моделями сегмента преміум і люкс, а також моделями японських фірм, що випускаються за кордоном.
JDM є третім за обсягом після ринків Китаю та США. Компактність та потужність — ще одна відмінна риса JDM-автомобілів. Моделі, такі як Honda S2000 з атмосферним двигуном F20C об'ємом 2.0 літра, здатні розвивати потужність до 240 к.с., що становить рекордні 120 к.с. за літр для свого часу. Компактні розміри та висока потужнысть роблять ці автомобілі ідеальними для міських умов та вузьких вулиць японських міст.
Культовий статус багатьох JDM-моделей обумовлений їх успіхами в автоспорті та масовій культурі. Наприклад, Nissan Skyline GT-R R34 здобув 29 перемог у 29 гонках серії JGTC у період з 1998 по 2002 рік. Toyota Supra MKIV з тюнінгом здатна розганятися до 100 км/год за 4.6 секунди, а Mazda RX-7 FD3S завдяки своїй легкій вазі в 1260 кг перевершувала по динаміці на гоночних треках такі моделі, як Porsche 911.
У 1990-х роках японські закони обмежували потужність автомобілів до 280 л. Проте, реальні показники часто перевищували цю цифру. Наприклад, Nissan GT-R R34 фактично видавав близько 330 л.с., а Subaru Impreza WRX STI – близько 300 л.с. Це породило культ так званих «сплячих» автомобілів, які після незначного тюнінгу перетворювалися на справжніх монстрів на дорозі.
Для моделей JDM характерне досить багате оснащення салону і високі технічні характеристики. Відмінною особливістю є практично обов'язкові АКПП і кондиціонер. Машини будуються відповідно до норм лівостороннього руху, тобто кермо розташоване праворуч, а фари світять наліво і мають сфокусовану картинку, що історично збігається з нормами Великої Британії та Ірландії, тому, що саме звідти в імператорську Японію потрапили перші автомобілі. В Японії дозволені до експлуатації імпортовані  моделі з лівим кермом, володіння якими, навпаки, підіймає статус власника у зв'язку з рідкістю і, як правило, дорожнечею таких автомобілів.
Звичайний термін володіння автомобілем в Японії становить 3-5 років, рідше 7 років. Далі утримувати старий автомобіль стає економічно не вигідно у зв'язку з жорсткими вимогами державного техконтролю, через що автомобілі при досягненні даного віку досить недорого продаються, в основному на спеціально організованих для цього аукціонах. Покупцем такого автомобіля може стати особа з будь-якої держави. Можливість «безболісно» міняти старий автомобіль на новий забезпечується дуже розвиненою в Японії системою кредитування і trade-in. Покупець здає дилеру старий автомобіль за залишковою вартістю, і ця вартість йде в рахунок початкового внеску за новий, так що покупець просто продовжує виплачувати кредит. В результаті покупець постійно платить відсотки по кредиту і завжди їздить на досить свіжому автомобілі.
Характерною особливістю політики японських автовиробників є випуск нових моделей і технологій спочатку на внутрішньому ринку, використовуючи якісні матеріали та складання, а вже потім випуск деяких моделей на експорт зі значною мізерністю комплектацій і якості. Таким чином, часто зустрічається ситуація, коли японські покупці отримують можливість придбати якісніші автомобілі, які мають новіші технології або версію, ніж автомобілі, що продаються японськими виробниками в інших країнах. Багато моделей взагалі не потрапляють на експорт в європейські країни, хоча в Японії вважаються досить популярними. Національною специфікою JDM також є зовнішній вигляд автомобілів, характерний для японської школи автодизайну.

## Світова популярність

### Мотоцикли
У 1990-ті роки мотоцикли JDM набули популярності у всьому світі завдяки суворим обмеженням за потужністю та ліцензуванням в Японії.
Ці обмеження призвели до створення моделей об'ємом 250 см і 400 см, які були мініатюрними репліками великих мотоциклів об'ємом 750 і 900 см, недоступних деінде. До 1993 року обмеження потужності становили: 45 к.с. для класу 250 см3, 60 к.с. для класу 400 см3 та 77 к.с. для класу 750 см3. Після 1993 року ліміти було знижено до 40 к.с., 53 к.с. та 77 к.с. відповідно, а мотоцикли об'ємом понад 750 см3 були дозволені, але обмежені до 100 к.с.
Суворі правила ліцензування та продажу у поєднанні з практично відсутнім ринком уживаних мотоциклів зробили експорт майже нових мотоциклів економічно вигідним. Виник процвітаючий ринок «сірого імпорту», на якому спеціалізовані імпортери задовольняли попит на ці унікальні та доступні мотоцикли.
Однак, коли економіка Японії наприкінці 1990-х років впала в рецесію, експорт став менш прибутковим, а власники довше зберігали свої мотоцикли. Світова фінансова криза ще більше вплинула на індустрію сірого імпорту, що призвело до закриття великих спеціалізованих імпортерів.

### Автомобілі
Автомобілі JDM почали набирати популярності з кінця 1990-х років. У Новій Зеландії на автомобілі JDM припадає 59% усіх зареєстрованих транспортних засобів, причому у період з 2015 по 2019 рік у середньому щорічно імпортувалося 134 834 автомобілі JDM. Популярні моделі включають Mazda Axela, Suzuki Swift, Nissan Tiida, Toyota Corolla та Mazda Demio. Раніше імпортувалися навіть такі екзотичні автомобілі, як Honda Torneo, Nissan Skyline, Nissan Laurel та Toyota Altezza, а також кей-кари, такі як Suzuki Carry, Daihatsu Move та Subaru R2. Через популярність автомобілів з Японії та їх відносно низьких оцінок у краш-тестах Міністерство транспорту Нової Зеландії нині вивчає можливість посилення обмежень на імпортовані автомобілі, зокрема, на ввезення Toyota Corolla, Mazda 2 (Demio) і Suzuki Swift.
У Канаді імпорт автомобілів JDM став популярним у 2004 році, оскільки такі автомобілі, як Nissan Skyline GT-R 1989 року, стали відповідати 15-річному правилу країни. Навпаки, ввезення автомобілів із сірого ринку в США набагато складніше — більшість приватних осіб чекають 25 років, перш ніж обмеження EPA перестануть застосовуватися.

### Залізничний транспорт
Залізничний рухомий склад, що був у використанні, з Японії стає все більш популярним у країнах, що розвиваються, таких як Індонезія, Таїланд і М'янма. Ці країни часто купують поїзди з Японії для модернізації своїх залізничних систем, а не закуповують зовсім новий рухомий склад. Японські залізничні компанії, такі як JR, Tokyo Metro та Tokyu Corporation, дарують або продають свої поїзди цим країнам, а одержувач оплачує витрати на доставку. Популярні моделі вживаних японських електропоїздів включають серії 103, 203, 205 від JNR/JR East, а також поїзди 5000, 6000 та 7000 серій від Eidan/Tokyo Metro. Серед дизель-поїздів популярні серії KiHa 11, 35, 40, 52 від JNR/JR, а також KiHa 58 від JR East, які також постачалися до Китаю в 1990-2000-х роках.

## Компоненти

### Звуковий сигнал перевищення швидкості
Однією з характерних рис автомобілів JDM протягом кількох десятиліть був звуковий сигнал перевищення швидкості (速度警告音), який спрацьовував, коли водій перевищував 105 км/год для звичайних автомобілів і 85 км/год для кей-карів. Цей сигнал, відомий як «кінкон» (キンコン) через своє звучання, вперше став обов'язковим 21 листопада 1974 року згідно зі статтею 1 «Постанови міністерства про частковий перегляд стандартів безпеки для автотранспортних засобів».
Однак під тиском з боку США та інших іноземних виробників цю вимогу було скасовано у 1986 році, оскільки вона розглядалася як нетарифний бар'єр. Додатковою проблемою було те, що звук, що повторюється, міг викликати сонливість у втомлених водіїв. У деяких моделях використовувалися електромеханічні системи типу глокеншпиля, в інших – зумер.
Попри скасування обов'язкової вимоги, кілька виробників продовжували пропонувати звуковий сигнал перевищення швидкості як опцію до початку 2000-х років. Останнім автомобілем, оснащеним цією системою стандартної комплектації, став Honda City (GA1/GA2).

### Індикатор швидкості
Починаючи з серпня 1967 року, вантажні автомобілі JDM вантажопідйомністю понад 5 тонн та повною масою понад 8 тонн повинні були оснащуватися індикатором швидкості (速度表示灯) відповідно до статті 48 «Стандартів безпеки для автотранспортних засобів».
Цей індикатор — це світлові сигнали, розташовані спереду кабіни або на даху, які автоматично включаються при досягненні певних швидкісних режимів:
1. 40 км/год і нижче: світиться 1 індикатор;
2. від 40 до 60 км/год: горять 2 індикатори;
3. вище 60 км/год: горять 3 індикатори.

Індикатор швидкості не повинен мати ручний вимикач, крім основного вимикача живлення автомобіля. Сигнали індикатора повинні бути видні з відстані 100 метрів спереду та мати жовто-зелений колір. Похибка індикації повинна бути мінімальною під час руху рівними мощеними дорогами. У кабіні має бути передбачений світловий чи інший індикатор, що дозволяє водієві контролювати роботу системи.
Попри добрі наміри, обов'язковий індикатор швидкості виявився нетарифним бар'єром для європейських та американських виробників, вантажівки яких доводилося модифікувати для відповідності цій вимозі. Більшість людей на японських дорогах не знали, як інтерпретувати сигнали індикатора. Тому 2001 року ця вимога була скасована. Натомість виробники вантажівок тепер повинні встановлювати обмежувачі швидкості, які активуються при досягненні приблизно 90 км/год.

### Репліки та конверсії в стилі JDM
Деякі автолюбителі захоплюються створенням реплік автомобілів JDM на базі локально доступних моделей. Наприклад, у США ентузіасти часто беруть Honda Civic шостого покоління для американського ринку, переробляють її з ліворульної на праворульну та встановлюють двигун, коробку передач та інші компоненти від японської версії EK9 Type R, щоб отримати «точну» копію. Інші форми "конверсій у стилі JDM" включають перероблювання американської версії Subaru Impreza першого покоління з використанням деталей від японської STi.
У Південно-Східній Азії поширена практика конвертації базових моделей Mitsubishi Lancer в копії Lancer Evolution шляхом заміни необхідних компонентів аж до модифікації днища кузова.
Однак такі автомобілі не є автентичними моделями JDM, оскільки зберігають ідентифікаційні номери (VIN) країни, де було здійснено конверсію. Ба більше, навіть при масштабних доробках неможливо повністю відтворити ходові якості оригіналу, оскільки багато інженерних рішень, таких як посилення кузова в певних зонах, характерні для справжніх Lancer Evolution і Civic Type R, відсутні у базових версіях. Тому конверсії, зазвичай, можуть лише імітувати зовнішній вигляд оригінальних моделей JDM, але з їх конструктивними особливостями й динамічними характеристиками.

## Популярні JDM-авто
- Toyota Supra (A80): Випускалася з 1993 по 2002 рік, загальна кількість проданих одиниць складає близько 70,000. Ця модель займає приблизно 18% у сегменті JDM. Високий попит на аукціонах, часта поява у фільмах, таких як «Форсаж», іграх та мемах, роблять її культовою. Ціни на цю модель варіюються від $80,000 до $200,000 та вище.
- Nissan Skyline GT-R (R34): Випускалася з 1999 по 2002 рік, кількість проданих версій GT-R складає близько 12,000 одиниць. Частка JDM-сегменті — приблизно 8%. Символ ігор Gran Turismo та Need for Speed. Вартість коливається від $150,000 до $500,000.
- Mazda RX-7 (FD3S): Випускалася з 1992 по 2002 рік, загальна кількість проданих одиниць — близько 68,000. Займає близько 17% у JDM-сегменті. Роторний двигун 13B-REW приваблює ентузіастів, незважаючи на складнощі в обслуговуванні. Ціни знаходяться в діапазоні від $30,000 до $80,000.
- Honda Civic Type R (EK9): Виробляється з 1997 по 2000 рік, загальна кількість проданих одиниць — близько 16,000. Частка JDM-сегменті — приблизно 4%. Цінується за доступність та керованість, часто використовується в тюнінг-спільнотах. Вартість варіюється від $20,000 до $40,000.
- Subaru Impreza WRX STI: Сумарний продаж всіх поколінь перевищує 100,000 одиниць з 1994 року. Займає близько 25% у JDM-сегменті. Три перемоги у WRC із двигуном EJ20. Ціни знаходяться в діапазоні від $25,000 до $60,000.